# Principauté de Iaroslavl
1218–1463
La principauté de Iaroslavl (en russe : Ярославское княжество) est une principauté de la Rus' de Kiev, qui existe de 1218 à 1463, jusqu'à son incorporation au grand-duché de Moscou.
La principauté fut créée lors du partage de la principauté de Rostov par les fils de Constantin Vladimirski. Vsevolod Konstantinovitch devint le premier prince de Iaroslavl et régna jusqu’en 1238 quand il tomba lors de l’invasion tataro-mongole. En 1463 le dernier prince de Iaroslavl, Alexandre Fiodorovitch Brioukhati, fut contraint de céder ces droits princiers de Iaroslavl à Ivan III, grand-prince de Vladimir et de Moscou.